# Донской 1-й казачий полк
1-й Донской казачий генералиссимуса князя Суворова, ныне Его Величества полк — подразделение донских казаков. Место дислокации Москва (Николаевские казармы). Формировался из казаков станиц: Михайловской, Котовской, Добринской, Урюпинской, Петровской, Тепикинской, Луковской Хоперского округа.
Старшинство — 3 января 1570. Полковой праздник — 17 (30) октября, Войсковой праздник Войска Донского.

## История
- 1874 г. — с Дона на службу командирован очередной Донской казачий № 23 полк.
- 27 июля 1875 — Донской казачий № 1 полк.
- 24 мая 1894 — 1-й Донской казачий полк.
- 16 апреля 1901 — 1-й Донской казачий генералиссимуса князя Италийского графа Суворова-Рымникского полк.
- 15 января 1906 — 1-й Донской казачий генералиссимуса князя Суворова полк.
- Первая мировая война. Участие в Восточнопрусской и Галицийской операции (1914), бои в Польше (1915). В 1917 году полк принимал участие в боевых операциях на территории Румынии.

## Полковая униформа

### Шифровка на погонах
До 18 октября 1915 алая «1». С 18 октября 1915 алая «1.Д.» С 1916 — вензель Николая II (у офицеров золотой, а у нижних чинов — белой краской). Апрель 1917 — алая «1.Д.».

### Форма
При общей казачьей форме полк носил: Мундир, чекмень, погон — тёмно-синий. Лампас, колпак папахи, околыш, клапан - пальто,шинели, выпушки на погонах  — алый. На воротниках и обшлагах мундира одинарные белые петлицы. Прибор - серебро

### Масть коней
Сотня: 1-я - светло-гнедой, 2-я - серый и буланый, 3-я - тёмно-гнедой, 4-я - золотистый и гнедой, 5-я - светло-рыжий, 6-я - вороной.

## Известные люди, служившие в полку
- Бакланов, Яков Петрович
- Болдырев, Сергей Владимирович
- Клеткин Григорий Платонович
- Мамонтов, Константин Константинович
- Ханжонков, Александр Алексеевич

## Командиры полка
- 1877 — полковник Кутейников, Артемий Васильевич
- 01.07.1887 — 11.05.1889 — полковник Короченцев, Василий Петрович
- 09.06.1889 — 09.03.1900 — полковник Иловайский, Николай Петрович
- 22.06.1900 — 17.10.1901 — полковник Поздеев, Леонид Александрович
- 12.11.1901 — 22.06.1904 — полковник Вершинин, Алексей Львович
- 28.07.1904 — 16.02.1907 — полковник Курючкин, Михаил Степанович
- 27.02.1907 — 20.04.1907 — полковник Евреинов, Сергей Владимирович
- 22.05.1907 — 30.12.1908 — полковник Голубинцев, Николай Никитич
- 07.01.1909 — 25.01.1912 — полковник Чоглоков, Григорий Иванович[источник не указан 2991 день]
- 05.02.1912 — 31.12.1913 — полковник Орлов, Иван Давыдович[1]
- 31.12.1913 — 21.05.1915 — полковник (с 19.07.1915 генерал-майор) Греков, Алексей Кириллович[2]
- 31.05.1915 — 03.11.1915 — полковник Желтухин, Константин Васильевич[3]
- 07.12.1915 — хх.хх.хххх — полковник (с 14.07.1917 генерал-майор) Траилин, Анатолий Александрович

## Знаки отличий
1. Полковое знамя - георгиевское : «За отличный подвиг при усмирении Трансильвании в 1849 году», пожалованное в 1850 г. Марта 19.
2. Знаки отличия на головные уборы : "За отличие в сражении при Шейнове 28 Декабря 1877 года", пожалованные в 1878 г. Апреля 17.
3. Одиночныя белевыя петлицы на воротнике и обшлагах мундиров нижних чинов, пожалованныя 1908 г. Декабря 6.